# Пулькоги
Пулько́ги (также встречаются написания пульго́ги, бульго́ги) (кор. 불고기) — блюдо корейской кухни, род барбекю, обычно готовится из тонких маринованных ломтиков говядины или свинины. В домашней кухне его также часто жарят на сковороде. Для приготовления этого блюда часто используют вырезку, реберную кость или грудинку. Блюдо родом из северных районов Корейского полуострова, но очень популярно в Южной Корее, где его можно найти в любом месте — от высококлассных ресторанов до местных супермаркетов в виде готовых наборов для приготовления на сковороде.

## Этимология
Пулькоги буквально означает «огненное мясо» по-корейски, название происходит от способа приготовления на открытом огне. Существуют разнообразные вариации, например, так пулькоги (кор. 닭불고기, dalg bulgogi) — куриный пулькоги, или твэджи пулькоги (кор. 돼지 불고기, dwaeji bulgogi) — свиной пулькоги.

## История
Считается, что пулькоги появилось в государстве Когурё (37 до н. э. — 668), где оно называлось мэкчок (맥적), жаренное на вертеле мясо. В династии Чосон это блюдо носило название нобиани (너비아니), «тонко нарезанное» (мясо). Его готовили в богатых домах.

## Приготовление и сервировка

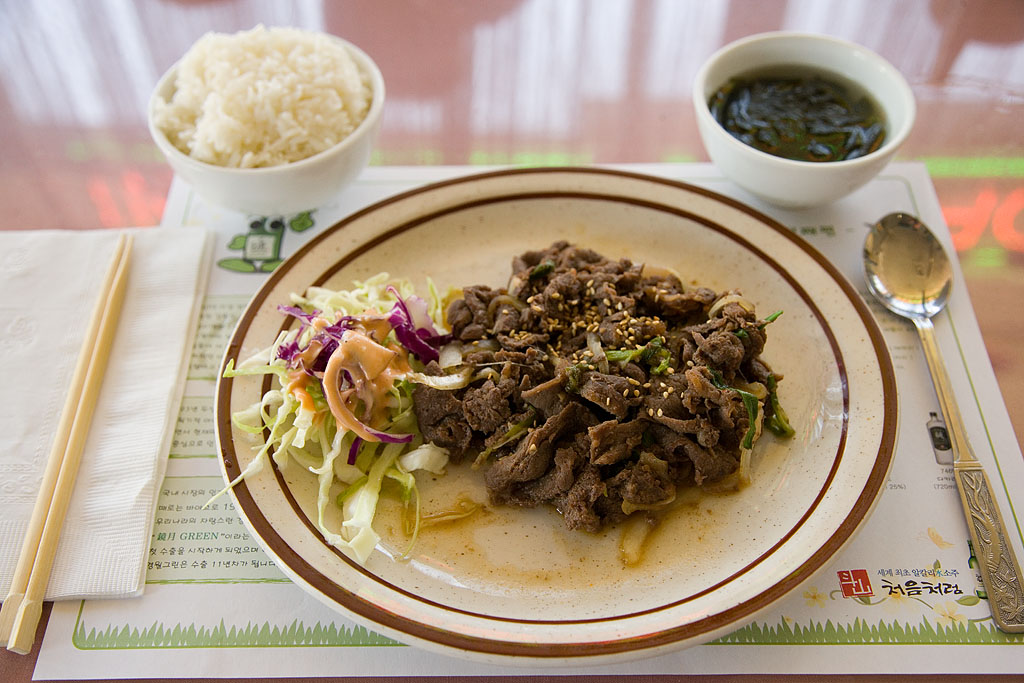

Пулькоги готовится из вырезки или других высококачественных частей туши. Перед приготовлением мясо маринуют в смеси соевого соуса, сахара, кунжутного масла, чеснока, чёрного перца и других ингредиентов (зелёного лука, репчатого лука или грибов, особенно шампиньонов или шиитаке, груш). Блюдо может быть дополнено фунчозой.
Пулькоги может готовиться в сковороде, хотя обычно жарится на гриле. Головки чеснока, резанный перец и лук часто жарятся вместе с мясом. Иногда пулькоги сервируют с листовыми овощами, например, капустой, заворачивая в неё мясо.

## В современной культуре
Пулькоги подают в ресторанах Южной Кореи, также существует разновидность гамбургеров с пулькоги. В такие гамбургеры кладут помидоры, капусту, иногда сыр.